# Ангельбург
Ангельбург (нем. Angelburg) — община в Германии, в земле Гессен. Подчинён административному округу Гиссен. Входит в состав района Марбург-Биденкопф. Население составляет 3555 человек (на 31 декабря 2010 года). Занимает площадь 16,72 км².